# Turistická značená trasa 7360
 Turistická značená trasa 7360 je 4,5 km dlouhá žlutě značená trasa Klubu českých turistů v okrese Ústí nad Orlicí spojující hřeben Orlických hor s Mlýnickým Dvorem. Trasa vede převážně východním směrem. Převážná část trasy vede územím přírodního parku Suchý vrch - Buková hora.

## Průběh trasy
Počátek trasy 7360 se nachází v jižním úbočí Bukové hory v blízkosti kóty Strážka, podle které nese jméno i rozcestí. Přes něj prochází hřebenová zeleně značená trasa 4234 ze Suchého vrchu do Lanškrouna. Trasa 7360 klesá po lesní cestě za pomocí serpentin prudkým východním svahem hřbetu přičemž křižuje lyžařské sjezdové tratě a posléze i lanovou dráhu Červená Voda - Buková hora. U skupiny budov v lese nad dolní stanicí dráhy vede v krátkém souběhu s modře značenou trasou 2212 z Červenovodského sedla do Štítů. Po něm trasa 7360 klesá po místní komunikaci kolem dolní stanice lanovky a přilehlých parkovišť loukami do Mlýnického Dvora, kde u vlakové zastávky končí. Přímo na ní navazuje zeleně značená trasa 4877 do Rudy nad Moravou.

## Historie
Trasa měla dříve svůj počátek na vrcholu Bukové hory odkud sestupovala severním směrem do sedla v souběhu strasou 4234. Ze sedla pak prudce klesala východním směrem k trase 2212 a v souběhu s ní pokračovala k dnešnímu vedení trasy.

## Turistické zajímavosti na trase
- Lanová dráha Červená Voda - Buková hora
- Skipark Červená Voda
- Kostel Narození Panny Marie v Mlýnickém Dvoře
- Zámek Mlýnický Dvůr